# Hemsedal (gemeente)
Hemsedal is een gemeente en skigebied in de provincie Buskerud in Noorwegen. De gemeente telde 2442 inwoners in januari 2017.
Hemsedal grenst in het noorden aan Vang en Vestre Slidre in de provincie Oppland, in het oosten aan Nord-Aurdal en Gol, in het zuiden aan Ål en Hol en in het westen aan Lærdal in de provincie Sogn og Fjordane.
Hemsedal is het tweede grootste skigebied in Noorwegen. Rond Hemsedal zijn twintig bergtoppen, de Hemsedal Top 20. Het museum Hemsedal Bygdetun ligt in Øvre Løkji bij Ulsåk. De waterval Rjukandefossen ligt bij Tuv.

## Externe link

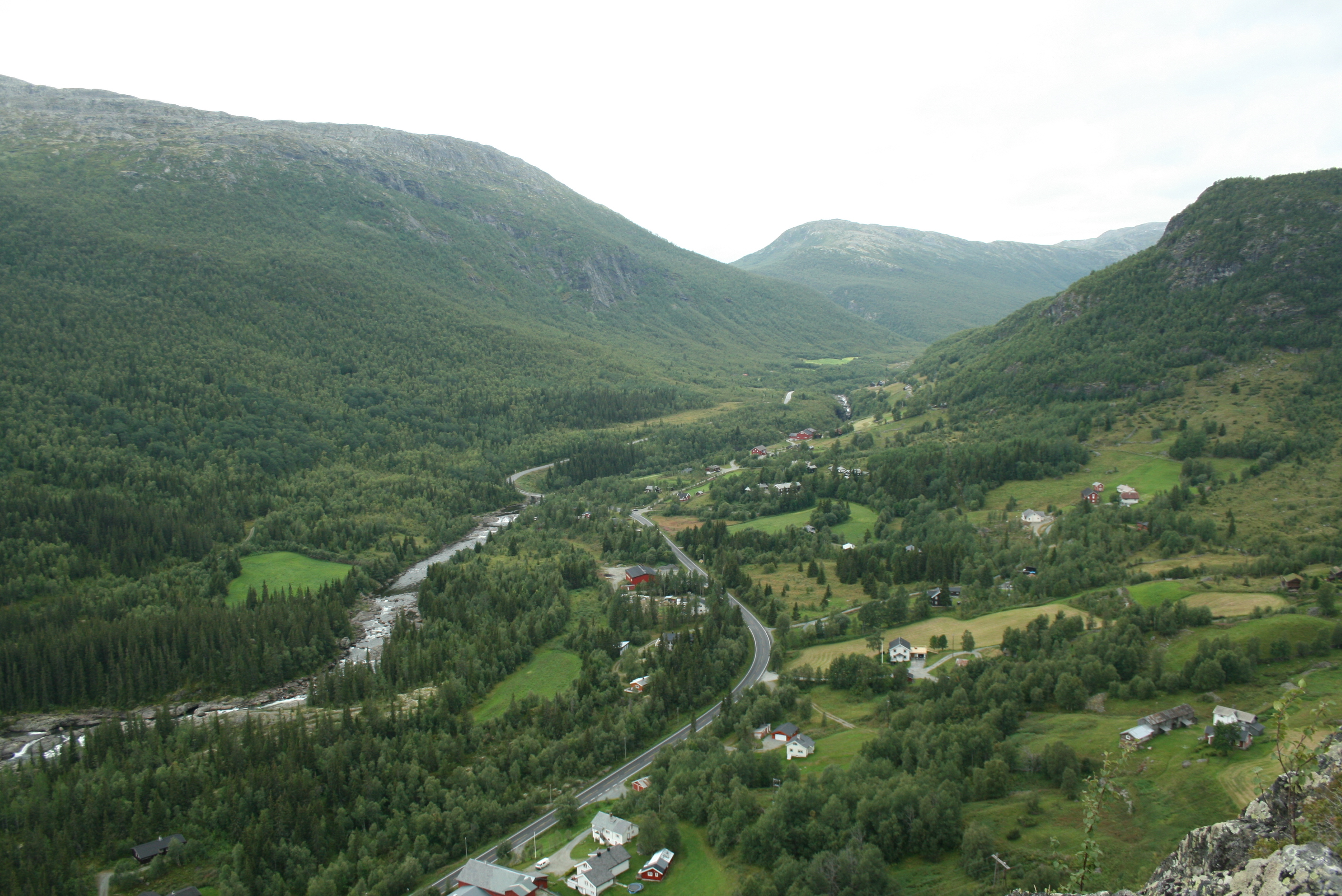
Tuv

## Plaatsen in de gemeente
- Hemsedal (plaats)
- Tuv
- Trøim